# 剖宫产
剖宮產（英語：Caesarean section）也稱為剖腹產、帝王切開、帝王式切開術，是用手術方式切開腹部及子宮，來分娩嬰兒的生產方式。通常是陰道分娩可能對新生兒或母親的生命及健康造成損害的情況下，才會選擇剖腹產，這類的情形包括難產、雙胞胎的分娩、產婦高血壓、臀位分娩、胎盤或是脐带的問題。剖宮產會依照產婦骨盆的形狀或是以往剖宮產的手術史來評估進行方式。不過在上述情形下（甚至包括前一次分娩是剖宮產的情形），仍有可能會試著先進行陰道分娩。世界衛生組織建議剖腹產只有在醫療上有必要，而且會對新生兒及母親的生命健康造成損害時才能進行。不過在陰道分娩沒有額外風險的情形下，有時也會因為孕婦或是家屬的偏好及請求而進行剖腹產。
一次剖腹產進程通常需要45分鐘至一個小時。剖腹產可以透過半身麻醉在產婦清醒在進行手術，抑或在全身麻醉下進行。剖腹產的事前準備即會幫產婦安置導尿管以協助排空膀胱，再幫腹部皮膚消毒殺菌。執行剖腹產的過程，通常先於母親的下腹部切開約15厘米（6英寸）的切口，然後再下第二刀將子宮打開，並產出嬰兒；最後一步為縫合關閉所有腔室。產婦只要甦醒並離開手術室後，即可以母乳哺育。通常歷經剖腹產的產婦需要在醫院中休養數天，才能返回家中。
在低風險懷孕中，剖腹產較可能導致不良結果。跟陰道分娩的方式相比，剖腹產通常需要更長的時間才能恢復，大約是六個星期。選擇剖腹產會增加的風險包括嬰兒的呼吸問題、羊水栓塞以及產婦產後出血。臨床常規是除了有醫療指示的建議外，在妊娠39週以前不要執行剖腹產。目前所知，剖腹產不會影響產後性功能。
在2012年度中，全球約有2300萬起剖腹產案例。全球醫界之前普遍認為剖腹產的比例能維持在10%至15%間是理想的，但有些數據則顯示較高的剖腹產比例，如19%，可能會產生更好的生產結果。世界衞生組織之前曾建議剖宫产的理想比例維持在15%，但在2010年6月取消了之前的建議。世界衞生組織的官方聲明提到：「有關剖宫产的理想比例沒有實驗上的證據，最重要的是所有需要進行剖宫产的產婦都可以接受剖宫产。」。綜觀全球，超過45個國家的剖腹產率低於7.5%、而又有超過50個國家的剖腹產率超過27%；故目前現況是需視國情不同而致力改善，或提升、或減少剖腹產的比例。在美國的剖腹產比例約為33%。剖腹產的歷史淵源最早可追溯至公元前715年，一些記載著母親死亡後偶爾還有嬰兒存活的案例；母親剖腹後倖存的案例則可追溯到16世紀。隨著19世紀消毒滅菌和麻醉劑的發展，在剖腹產後母嬰均能存活的結果變得很普遍。

## 字源
剖宫产的英文名“Caesarean Section”源自Caesarea。按字面解釋，即為凱撒的切開。在德文、日文之中，這種手術都被稱為「帝王切開」。這手術與羅馬皇帝或凱撒的關係，有各種不同說法：
1. 源自羅馬法律中的「Lex Caesarea」一條。按此法律，若然母親在分娩中死去，需要在埋葬母親前，切開子宮，確定胎兒已死。此條法例未知是否由凱撒所頒，可能是泛指皇帝的法律。[11]
2. 按公元一世紀時的傳說，凱撒大帝的祖先是以這種手術分娩。[12]
3. 亦有指此字源自拉丁文中「切開」（Caesum），變成與凱撒有關，只是附會。

## 歷史
按公元一世紀的傳說，凱撒大帝的某個先祖即以剖宫产诞生，但此說有爭議。在古羅馬，剖腹生產是用在於分娩中死去的母親身上。凱撒大帝的母親在凱撒四十五歲時方去世，因此凱撒本人應該不是剖腹生產。
在古代，母親死去幾乎是剖腹生產的必然結果。紀錄中，首個經歷此種手術而存活的母親在1500年。瑞士一名專門替豬閹割的人，名叫雅各布·努费尔 ，向其難產之妻進行剖腹生產，之後能夠存活。在十六世紀大部份時間，剖腹生產的死亡率極高。直至1865年，剖腹生產在英國的死亡率為85%。一直至現代醫學在以下數樣關鍵技術的突破發明，剖腹生產才變成一種安全的手術：
- 殺菌方法及衛生原理。
- 1882年由马克斯·萨恩格發明的子宮縫合法。
- 腹膜外剖腹生產，及後來的低處橫切開（1912年）。
- 麻醉
- 輸血
- 抗生素

## 種類

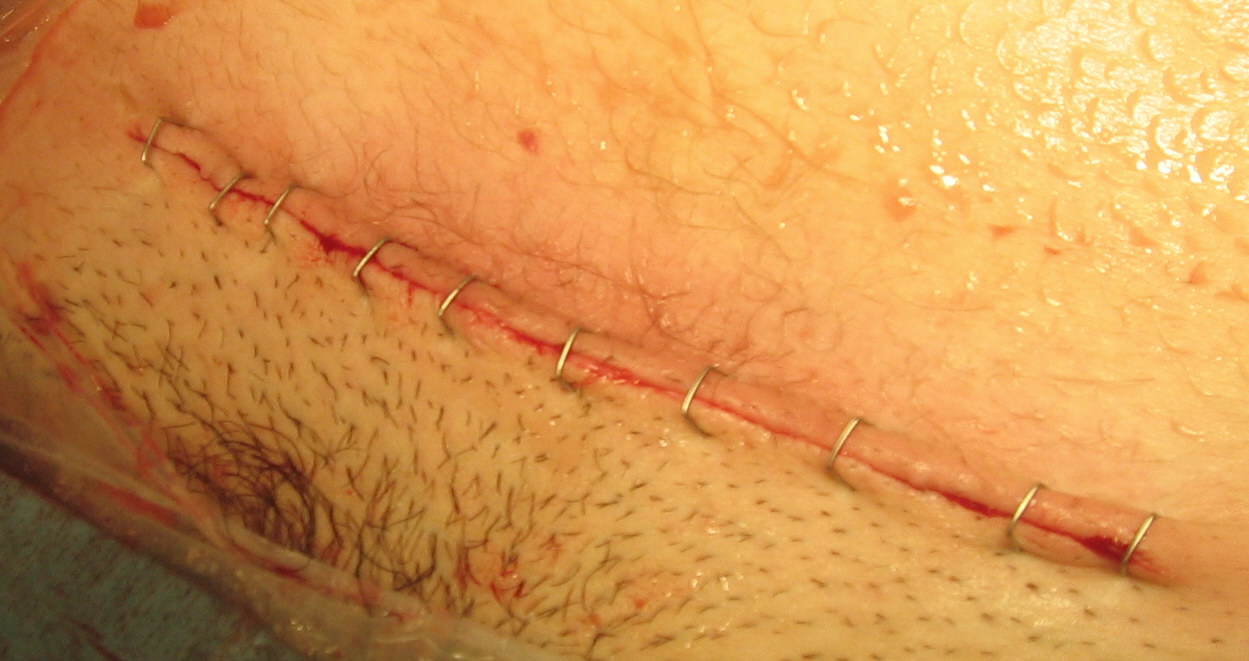
以釘縫合的剖宫产傷口

剖宫产手術可分為數種。按子宮切開的位置，及開腹的方法而定。
- 傳統剖腹生產方法使用縱線切開，從肚臍向下垂直切至恥骨上方。這種切法造成較大的空間方便取出嬰兒，亦較快及簡單，但後遺症較多。現時除了在緊急情況下，甚少使用。
- 子宮下段橫切，是現時最常用的方法，亦稱作「比堅尼切法」。方法在膀胱上側，約陰毛邊部位打橫切開。這種方法出血較少，傷口亦較少感染。而且日後出現子宮爆裂的機會較少，下次懷孕時可能仍能陰道生產。
- 剖腹子宮切除：在生產時同時切除子宮。若果出現不能停止的出血，或胎盤不能分離，可能會在娩出嬰兒後將子宮切除。
- 子宮下段橫切法次中，其中一種方法是腹腔外剖腹法，辦法是將膀胱向下推，避免需要切開腹膜進入腹腔。在抗生素發明以前這種方法可以减少腹膜感染，現時使用的機會較少。

## 應用範圍

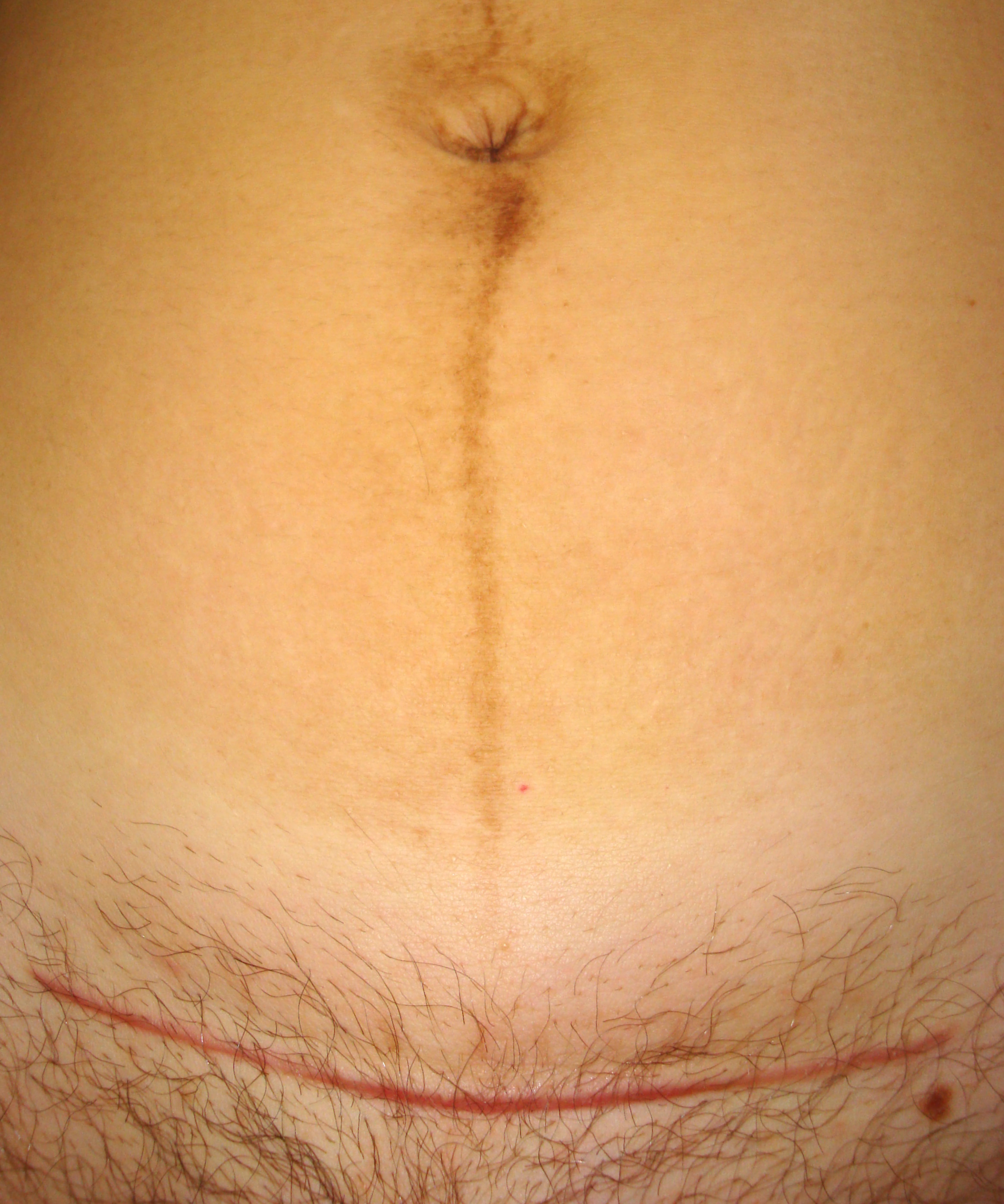
剖宫产後七星期之傷痕。

剖宫产通常是因為陰道生產可能對母嬰構成危險。原因如下：
- 高危胎兒
- 長時間的分娩（即難產）
- 胎兒窘迫
- 多胞胎
- 子痫前症
- 臍帶突出，或子宮破裂
- 異常方向，例如臀位或側向臀位
- 引產失敗
- 器構助產失敗
- 胎兒過大（巨嬰症）
- 胎盤問題
- 臍帶問題
- 盤骨異常
- 可經陰道傳播之性病（如疱疹）

不同的醫生及診所，可能對何時需使用剖宫产有不同準則。

## 風險
对于低风险妊娠，阴道分娩的不良状况出现率为8.6%, 而剖腹产为9.2%。

### 對母親
在发达国家，对低风险妊娠，剖腹产的死亡率十万分之13， 而阴道分娩死亡率只有十万分之3.5。 据英国国民保健署的数据，剖腹产的孕妇死亡率是阴道分娩的3倍。当然，这两种分娩方式的死亡率在良好的医疗环境下，都是非常低的。同时，因為剖腹產子常應用於高危產婦及危險狀況，因此不能按此直接推斷因剖腹生產而增加的死亡率。
跟其它的腹部手术一样，剖腹产的风险包括术后粘连、切口疝（需手术矫正）及伤口感染。如果剖腹产是在紧急情况下进行，手术的风险可能会由于不同原因增加。例如，如果病人空腹，麻醉的危险性会升高。也会有严重失血和硬脊膜穿刺后头痛的风险。
曾使用剖腹产的孕妇，后续妊娠及生产不顺利的可能性会增加。因此，除非有医学原因，不然不建议有后续生育意愿的女性主动选择剖腹产。例如，剖腹产可能造成胎盘植入的几率上升。研究表明，两次剖腹产后，胎盘植入的几率为0.13%，四次剖腹产后，几率为2.13%，六次后则为6.74%。多次剖腹产后，分娩时需紧急切除子宫的风险也增大。另外，曾使用剖宫产子的孕婦，第二胎出現產前出血、前置胎盤、子宮破裂、早產等問題的機會較大。

### 對嬰儿
剖宫产的嬰儿日後患上糖尿病的機會比正常生產高出20%，亦有較高機會出現呼吸系统疾病、哮喘等問題。

## 出現率
據世界衞生組織2004年發表統計，美國的剖腹產率為24%，英國及法國等歐洲國家約在13～17%，南太平洋的紐西蘭為11%，亞洲的日本約10%，泰國為23%，香港為25%，在南美洲的巴西為32%。
1998年至2007年台灣剖腹產率約維持在33%至34%。
2021年6月16日，世界衛生組織表示當前全球剖腹產手術比例已升至佔全部分娩的21%，在巴西、埃及等五個國家剖腹產的數目已超越自然分娩，世衛組織預期未來10年剖腹產所佔比例仍將繼續上升。

## 麻醉
剖宫产可以在全身麻醉或局部麻醉（硬脊膜外麻醉，脊椎麻醉或結合脊椎﹣硬膜麻醉）之下進行。通常局部麻醉為較佳選擇，因為母親在嬰兒出生時仍然清醒，能較與嬰兒接觸。約95%的剖腹生產在局部麻醉下進行。脊椎麻醉或脊椎、硬膜結合麻醉是預定剖腹生產最常用的方法。緊急情況下進行的剖腹生產，因為考慮母親可能出現併發症的機會增多，則較多使用全身麻醉。麻醉的选择通常取决于手术的分类以及其紧急程度。除此之外，以下也可成为麻醉方式和麻醉药物选择的因素：硬膜外镇痛、产妇的偏好、医师的经验、可能的手术持续时间，以及母亲的病史，特别是心脏、神经或既往的背部手术，又或者当地医疗机构的麻醉实践和医师的专业知识也可成为重要因素。

### 全身麻醉
全身麻醉是一种让病人失去知觉、感觉不到疼痛的麻醉方式。这种麻醉方式通常用于紧急情况，或者产妇患有其他疾病，不宜进行脊髓或硬膜外麻醉的情况下使用。使用全身麻醉有几个优点。
1. 全身麻醉让分娩过程更快。
2. 如果有神经阻滞禁忌症，如存在凝血病、插管困难/吸入风险高，则适合使用全身麻醉。
3. 在某些情况下，如胎儿极度心动过缓、子宫破裂、严重出血、胎盘早剥、脐带脱垂和早产臀足，全身麻醉可能是首选。

然而，使用全身麻醉也有缺点。
1. 由于气道管理困难或与误吸（aspiration）相关的死亡，与局域麻醉相比，使用全身麻醉的产妇风险要大得多。
2. 在全身麻醉下进行剖腹产，产妇死亡和发病的风险会增加。
3. 由于妊娠期下食道括约肌松弛，存在吸入胃内容物的风险。
4. 在诱导和插管过程中使用快速序贯诱导(RSI)有可能导致术中知晓。

### 脊髓麻醉
脊髓麻醉是将局部麻醉剂注射到脊柱的蛛网膜下腔，阻断神经冲动，导致注射水平以下的感觉和肌肉功能丧失。相较于硬膜外麻醉，骨髓麻醉对于技术的要求较低，起效更快，也是一种更可靠的麻醉方式，但是产生低血压的风险较高。低血压的风险可以通过子宫左移、补液和使用血管加压剂等方法来降低。在预防低血压方面，胶体溶液（colloid solutions）比晶体液（crystalloids）更有效。在控制脊髓低血压方面，目前首选苯肾上腺素而非麻黄素。
脊柱麻醉对子痫前期患者是安全的，通常包括局部麻醉，通常与阿片类药物联合使用。持续时间和效果取决于所用的药剂和剂量。布比卡因（Bupivacaine）是较为常见的选择。较低剂量可降低低血压风险，但会增加术中疼痛或麻醉失败的风险。
使用蛛网膜下腔导管进行连续脊髓麻醉的情况很少见，但会在意外硬膜穿刺等特殊情况下使用。

### 腰麻-硬膜外联合麻醉（CSEA）
腰麻-硬膜外联合麻醉具有脊髓麻醉和硬膜外麻醉的优点。CSEA 技术具有脊髓麻醉的优势，还能通过硬膜外导管使用额外的麻醉剂。使用该技术的成功率为 99.4%。

## 過程
用手術刀横向切開皮膚，分開皮及皮下脂肪。切開覆蓋腹肌之筋膜，將兩條腹直肌向左右兩邊分開。切開腹膜，可見紫色的子宮。用刀在子宮開小切口，然後用剪刀剪開子宮。用吸管吸走羊水，取出胎兒，切斷臍帶，將嬰兒交予護士。（過程至此需時約五分鐘）。待下次子宮收縮後，取出胎盤，清潔子宮內部，然後分別縫合子宮、筯膜，及皮膚。縫合過程需時約半小時。